# Nord bei Nordwest – Dinge des Lebens
Nord bei Nordwest – Dinge des Lebens ist ein deutscher Fernsehfilm aus dem Jahr 2020. Es handelt sich um die neunte Folge der ARD-Kriminalfilmreihe Nord bei Nordwest mit Hinnerk Schönemann und Henny Reents in den Hauptrollen. Regie führte Markus Imboden nach einem Drehbuch von Holger Karsten Schmidt.

## Handlung
Lona Vogt erhält einen Brief, der eigentlich an ihren Vater adressiert ist. Der Brief enthält eine Einladung zu einem geheimen Treffen auf einem Boot am Schwanitzer Hafen. Anstelle ihres Vaters geht Lona dorthin und aktiviert so unbeabsichtigt eine Zeitbombe. Das Treffen war eine Falle. Sie ruft Hauke Jacobs an und bittet um schnelle Hilfe. Er kann die Bombe jedoch nicht entschärfen, kommt aber auf eine Idee. Er flutet das Boot in der Hoffnung, dass das Wasser die Druckwelle abschwächt. Kurz vor der Explosion bittet Lona ihn um einen Kuss, den Hauke ihr gewährt. Sein Plan geht danach aber nur zum Teil auf. Zwar wird die Explosion abgeschwächt, aber Lona wird trotzdem lebensgefährlich verletzt und fällt danach ins Koma. Jule und Hauke sind schockiert, setzen dann aber alles daran, den Täter zu finden und zur Rechenschaft zu ziehen – genau wie Lonas Vater Reimar Vogt. Diesem gelingt es, durch seine Verbindungen aus seiner aktiven Zeit beim Bundesnachrichtendienst sehr gezielt den Verantwortlichen aufzuspüren. Er hatte die letzten Jahre damit verbracht, alle alten Agenten auszuschalten, die ihm schon in der Vergangenheit das Leben schwer gemacht hatten und dafür verantwortlich waren, dass seinerzeit seine Frau einem Anschlag zum Opfer gefallen war. Dabei hatte er jedoch Einen übersehen, der nun Reimar Vogt töten wollte, bevor er von ihm gefunden wird. Da auch Hauke Jacobs dem Mann auf die Spur kommt, kann er verhindern, dass er von Vogt erschossen wird.
Hauke Jacobs findet durch seine Ermittlungen heraus, dass Lona einem Mordplan auf der Spur war, ihre letzten Notizen drehen sich dabei um ein gefährliches Gift. Als auf dem Anwesen des Großbauern Müller der Vorarbeiter Feitinger vergiftet wird, spitzt sich die Situation zu. Jacobs und seiner Mitarbeiterin Jule Christiansen war durch ihre tierärztliche Arbeit auf dem Pferdehof bereits aufgefallen, dass die Ehefrau des Hofbetreibers ein recht inniges Verhältnis zu ihrem Bruder hat. Bei näherer Betrachtung handelt es sich aber bei Claudia Müller nicht um die Schwester von Jörn Schneider, sondern die beiden sind eigentlich ein Paar. Weitere Recherchen ergeben, dass sich im Gutshaus vergiftete Pralinen befanden, die für Claudia Müllers Ehemann gedacht waren und der Vorarbeiter so nur versehentlich zum Opfer wurde. Dieses „Missgeschick“ setzt nun Claudia Müller sehr zu und sie macht sich Vorwürfe. Zudem muss sie sich eingestehen, dass sie sich sogar in Stefan Müller verliebt hat und an dem alten Plan, ihn vorzeitig zu beerben, nicht länger festhalten will. Als sie dies ihrem Komplizen gesteht, wird dieser wütend und will seinen Rivalen erschießen. Fatalerweise hat dieser jedoch gerade selbst seine Frau vergiftet, da er vermuten musste, dass sonst er doch noch zum Opfer werden würde. Daher trifft ihn das unerwartete Liebesgeständnis seiner Frau doppelt hart, doch es ist zu spät.
Im Krankenhaus zeichnet sich für die schwer verletzte Lona Vogt eine Entscheidung ab. Die Dinge des Lebens haben sie bisher am Leben erhalten, denn nur durch diese „unerledigten“ Sachen hat sich ihr Körper geweigert zu sterben. Die häufigen Besuche von Jacobs und Christiansen sowie der oft wiederkehrende Klang einer ihr liebgewordenen Melodie lassen sie letztendlich aus dem Koma erwachen.

## Hintergrund
Nord bei Nordwest – Dinge des Lebens wurde vom 11. September bis zum 10. Oktober 2018 in Travemünde mitsamt der Halbinsel Priwall, auf der Insel Fehmarn, in Hamburg sowie Klein Nordende und Seester bei Elmshorn gedreht.
Die Studioaufnahmen waren diesmal besonders aufwendig und es wurde ein Kutter extra dafür nachgebaut, sowie Wassertanks installiert, die das Boot fluteten. Schauspieler und Kameraabteilung verbrachten dabei einen ganzen Drehtag im Wasser. (Laut Aussage von Hinnerk Schönemann bei einer Talkshow war dieses warm und durchaus angenehm.)
Mehmet Ösker, der in jeder Nord bei Nordwest-Episode einer anderen Tätigkeit nachgeht, arbeitet diesmal als Aushilfe auf dem Pferdehof Müller.

## Rezeption

### Einschaltquote
Die Erstausstrahlung von Nord bei Nordwest – Dinge des Lebens am 23. Januar 2020 im Ersten erreichte 7,20 Millionen Zuschauer und damit einen Marktanteil von 22,8 Prozent.

### Kritik
Rainer Tittelbach von tittelbach.tv meinte: „‚Dinge des Lebens‘ ist quasi die Vorwegnahme eines angekündigten Todes. Der Film beginnt hochspannend. In der Kajüten-Szene nimmt sich Regisseur Markus Imboden für die fünf Minuten erzählte Zeit fast ebenso viel Erzählzeit. Sie wird unter anderem gefüllt mit einem zärtlichen Moment, der die Basis für die Grundlage der folgenden 75 Filmminuten sein wird, in denen sich die aktiven, seelisch gebeutelten Helden in die Ermittlungsarbeit stürzen.“
Der Stern wertete: „Die Krimireihe lebt von der Mischung aus malerischen Dünenlandschaften und kantigen Charakteren. Vor allem Schönemann überzeugt in der Rolle des wortkargen Einzelgängers, der nicht recht weiß, wie er mit aufkeimenden Gefühlen für seine Kollegin umgehen soll. Die Schauspieler trösten aber nicht darüber hinweg, dass der TV-Krimi […] nicht recht in Fahrt kommt.“
Tilmann P. Gangloff schrieb auf evangelisch.de: „Die Geschichte ist auf reizvolle Weise verzwickt, die Umsetzung jedoch harmlos bis konventionell; dabei ist der Film von Markus Imboden inszeniert worden. Der Schweizer gehört zu den wenigen Regisseuren, denen Schmidt seine Drehbücher bedingungslos anvertraut, weil er sich darauf verlassen kann, dass sie kongenial umgesetzt werden.“